# 会寧県
会寧県（かいねい-けん）は中華人民共和国甘粛省白銀市に位置する県。県人民政府の所在地は会師鎮。

## 地理
会寧県は北緯35度24分から36度26分、東経104度29分から105度31分に位置する。

## 歴史
金代に西寧県が設置され、明代に会寧県に改称された。

## 行政区画
24鎮、3郷、1民族郷を管轄：
- 鎮：会師鎮、郭城駅鎮、河畔鎮、頭寨子鎮、太平店鎮、甘溝駅鎮、侯家川鎮、柴家門鎮、漢家岔鎮、劉家寨子鎮、白草塬鎮、大溝鎮、四房呉鎮、中川鎮、老君坡鎮、平頭川鎮、丁家溝鎮、楊崖集鎮、翟家所鎮、韓家集鎮、土門峴鎮、新塬鎮、草灘鎮、新荘鎮
- 郷：党家峴郷、八里湾郷、土高山郷
- 民族郷：新添堡回族郷

## 交通

### 道路
- 高速道路
  -  青蘭高速道路（中国語版）
  -  西会高速道路
- 国道
  - G247国道（中国語版）
  - G309国道
  - G312国道